# Diangobo (Yakassé-Attobrou)
Diangobo est une ville située dans le Sud de la Côte d'Ivoire, dans la Région de la Mé.
La localité de Diangobo est chef-lieu de commune, et de sous-préfecture du département de Yakassé-Attobrou.